# یوشیرو اداماسا
یوشیرو اداماسا (انگلیسی: Yoshirō Edamasa؛ ۲۲ سپتامبر ۱۸۸۸ - ۸ سپتامبر ۱۹۴۴ (aged 55)) کارگردان فیلم اهل ژاپن بود.